# Guillermo Otárola
Guillermo Otárola Vega (Moravia; 22 de febrero de 1941-5 de diciembre de 2006) fue un futbolista costarricense que jugaba como defensa.

## Clubes
| Club                      | País        | Año       |
| ------------------------- | ----------- | --------- |
| Moravia                   | Costa Rica  | 1959      |
| Cartaginés                | Costa Rica  | 1959-1960 |
| Uruguay de Coronado       | Costa Rica  | 1960-1965 |
| Amatitlán (cesión)        | Guatemala   | 1962      |
| Luis Ángel Firpo (cesión) | El Salvador | 1963      |
| Águila                    | El Salvador | 1966      |
| Uruguay de Coronado       | Costa Rica  | 1967-1971 |
| Orión (cesión)            | Costa Rica  | 1968      |
| Rohrmoser                 | Costa Rica  | 1971      |

## Palmarés

### Títulos nacionales
| Título           | Equipo              | País       | Año  |
| ---------------- | ------------------- | ---------- | ---- |
| Primera División | Uruguay de Coronado | Costa Rica | 1963 |